# Senharei
Senharei es una freguesia portuguesa del concelho de Arcos de Valdevez, con 9,24 km² de superficie y 347 habitantes (2001). Su densidad de población es de 37,6 hab/km².